# Врбљани (Маврово и Ростуша)
Врбљани (мкд. Врбјани) су насељено место у Северној Македонији, у западном делу државе. Врбљани припадају општини Маврово и Ростуша.

## Географија
Насеље Врбљани је смештено у западном делу Северне Македоније. Од најближег већег града, Дебра, насеље је удаљено 32 km североисточно.
Врбљани се налазе у горњем делу историјске области Река. Насеље је положено високо, на југоисточним висовима планине Кораб, док се даље ка истоку тло стрмо спушта у клисуру реке Радике. Надморска висина насеља је приближно 1.300 метара.
Клима у насељу је планинска.

## Становништво
По попису становништва из 2002. године Врбљани су имали 625 становника.
Претежно становништво у насељу су Албанци (99%).
Већинска вероисповест у насељу је ислам.